# District de Jind
Le district de Jind (hindi : जींद जिला)  est un district  de l'état de l'Haryana  en Inde.

## Description
Au recensement de 2011, sa population compte 1 334 152 habitants pour une superficie de 2 702 km2.
Son chef-lieu est la ville de Jind. 